# Bungarus lividus
Bungarus lividus är en ormart som beskrevs av Cantor 1839. Bungarus lividus ingår i släktet kraiter och familjen giftsnokar. Inga underarter finns listade.
Denna orm förekommer i Nepal. nordöstra Indien och Bangladesh. Honor lägger ägg. Arten lever i låglandet och i kulliga områden upp till 350 meter över havet. Den vistas i lövfällande skogar, gräsmarker och på jordbruksmark. Exemplaren är nattaktiva.
Beståndet hotas av landskapsförändringar. Flera exemplar dödas i trafiken eller av personer som inte vill ha ormar nära sin bostad. Hela populationen är fortfarande stor. IUCN listar arten som livskraftig (LC).